# تام کاچر
تام کاچر (انگلیسی: Tom Cotcher؛ ۲۸ ژوئیهٔ ۱۹۵۰ – ) هنرپیشه و صداپیشه اهل اسکاتلند است. این بازیگر بیشنر در سریال‌های تلویزیونی بازی کرده است.

## قسمتی از فیلمشناسی
- Death Defying Acts -۲۰۰۷
- S.N.U.B! -۲۰۱۰
- The Magnificent Eleven -۲۰۱۳
- Blood Moon -۲۰۱۴